# Список персонажей фильмов об Индиане Джонсе
Список персонажей серии фильмов об Индиане Джонсе.
Несколько персонажей периодически появляются в разных фильмах серии.
| Актёр           | Персонаж         | Фильмы                        | Фильмы      | Фильмы                    | Фильмы                          | Фильмы        |
| Актёр           | Персонаж         | В поисках утраченного ковчега | Храм судьбы | Последний крестовый поход | Королевство хрустального черепа | Колесо cудьбы |
| --------------- | ---------------- | ----------------------------- | ----------- | ------------------------- | ------------------------------- | ------------- |
| Харрисон Форд   | Индиана Джонс    |                               |             |                           |                                 |               |
| Денхолм Эллиотт | Маркус Броуди    |                               |             |                           |                                 |               |
| Джон Рис-Дэвис  | Саллах           |                               |             |                           |                                 |               |
| Карен Аллен     | Мэрион Рэйвенвуд |                               |             |                           |                                 |               |

## Положительные персонажи

### Генри Джонс-Старший
Генри Джонс-Старший (англ. Henry Jones the Father) — отец Индианы Джонса, появляется в фильме «Индиана Джонс и последний крестовый поход». Едва не умирает от выстрела Донована, но излечивается от верного Грааля. Умирает в преклонном возрасте. В фильме «Индиана Джонс и Королевство хрустального черепа» появляется его фотография. Роль Генри Джонса-Старшего исполнил Шон Коннери.

### Генри Джонс III
Генри Джонс III (англ. Henry Jones III), известен также как и Пёс Уильямс (англ. Mutt Williams) — персонаж киносаги Стивена Спилберга и Джорджа Лукаса об Индиане Джонсе, сын знаменитого археолога Индианы Джонса. Появляется в фильме «Индиана Джонс и Королевство хрустального черепа», его сыграл актёр Шайа ЛаБаф.
- http://www.imdb.com/character/ch0049975/ Архивная копия от 29 сентября 2010 на Wayback Machine

### Мэрион Рэйвенвуд
Мэрион Рэйвенвуд (англ. Marion Ravenwood) — персонаж киносаги Стивена Спилберга и Джорджа Лукаса об Индиане Джонсе, возлюбленная и жена знаменитого археолога. Появляется в фильмах «Искатели потерянного ковчега» (1981) и «Индиана Джонс и Королевство хрустального черепа» (2008), в обоих её сыграла Карен Аллен.
Родилась 23 марта 1909 года в Нью-Йорке. Отец — профессор Абнер Рэйвенвуд, учитель Индианы Джонса, с которым она принимала участие в поисках Ковчега завета. После истории с ковчегом вышла замуж за Колина Уильямса, однако, как выяснилось в четвёртой части киносаги, подлинным отцом их ребёнка (Матт Уильямс) был Джонс. Четвёртый фильм заканчивается запоздалой свадьбой Индианы Джонса и Мэрион Рэвенвуд.

### Вилли Скотт (англ. Willie Scott)
Хозяйка кабаре «Оби Уан» в Шанхае. По воле случая она попадает с Индианой и Коротышкой в Индию. Несмотря на привередливый и избалованный характер она несколько раз спасала своих спутников. В конце фильма у них с Индианой разгораются отношения. Дальнейшая судьба неизвестна.

### Саллах
Саллах Мухаммед Фаисей ибн-Муса аль-Кахир (или просто Саллах) — египетский копатель, старый друг Индианы Джонса (с 1913 года, согласно одному из комиксов серии «Хроники молодого Индианы Джонса», в которой описывается их знакомство). Появляется в фильмах «Искатели утраченного ковчега», «Последний крестовый поход» и «Циферблат судьбы» в трёх фильмах его роль сыграл актёр Джон Рис-Дэвис.

### Коротышка (англ.Shorty)
Сирота, помощник и спутник Индианы Джонса в фильме «Индиана Джонс и храм судьбы». С Индианой он встретился, когда хотел обчистить его карманы, но после этого стал верным другом и товарищем. После «Храма Судьбы» не появляется, его дальнейшая судьба неизвестна.

### Гарольд Оксли
Гарольд Оксли (англ. Harold Oxley
) — археолог, друг и сокурсник Индианы Джонса, в фильме «Индиана джонс и королевство хрустального черепа». Великий ум археолога, одержимый хрустальными черепами, родился в 1887 году. Гарольд Оксли станет большим другом, а также одноклассником Инди. Позже он стал фактически приёмным отцом Матта Уильямса и жил с Мэрион Рэйвенвуд после того, как предполагаемый отец Матта, Колин, погиб на войне. Он будет рассказывать Матту несколько лет истории о хрустальных черепах, своей страсти. Но он исчезнет в 1957 году при попытке найти черепа и город Акатор. Русские найдут его с одним из черепов, и Инди найдет его одновременно. Оксли знает, где находится Акатор, и его указания бесценны, но он потеряет память и рассудок, если слишком долго будет смотреть на хрустальный череп.
Его роль Гарольда исполнил актёр Джон Хёрт.

### Маркус Броуди
Маркус Броуди (англ. Marcus Brody) — вымышленный персонаж, герой серии приключенческих фильмов, книг и компьютерных игр, созданный Стивеном Спилбергом и Джорджем Лукасом. Является героем двух полнометражных фильмов: «Индиана Джонс: В поисках утраченного ковчега», и его сиквела «Индиана Джонс и последний крестовый поход». В фильме «Индиана Джонс и Королевство хрустального черепа» появляется его фотография и памятник. Являлся куратором национального Музея и деканом в университете. Был хорошим другом Генри и Индианы Джонсов. Согласно официальной энциклопедии, умер между 3 и 4 фильмами в 1952 году.
В фильмах роль Маркуса исполнил актёр Денхольм Эллиот.
Маркус также фигурирует как второстепенный персонаж многих комиксов и игр про приключения Индианы Джонса.

## Отрицательные персонажи

### Рене Эмиль Беллок
Рене Эмиль Беллок — французский археолог, ищет ковчег в фильме «Индиана Джонс: В поисках утраченного ковчега», погибает во время церемонии открытия ковчега. Тот, Дитрих и Беллок открывают ковчег и гибнут от сверхсилы духов. Духи начинают убивать нацистов, плавя лица Тоту и Дитриху и взрывая головы, что и происходит с Беллоком. И духи закрывают ковчег.

### Арнольд Эрнст Тот
Арнольд Эрнст Тот (англ. Arnold Ernst Toht) — немецкий агент Гестапо, профессионал (по пыткам — особенно), никогда не снимает пиджак и плащ, появлялся в фильме «Индиана Джонс: В поисках утраченного ковчега», охотится за ковчегом вместе с Дитрихом и Беллоком. Находя ковчег, он кидает к Джонсу Мэрион и удаляется. Присутствуя на церемонии открытия ковчега, его начинает пугать дух, и Тот начинает орать вместе с Дитрихом. Убивая солдат, ковчег начинает плавить лицо Дитриху моментально, появляется сцена, где у Тота плавится лицо, где потом видно его череп. Сыграл роль Тота Рональд Лэйси. Также его фамилия в переводе с немецкого означает "дохлый", но не исключено что она отсылает на древнеегипетского бога мудрости.

### Полковник Герман Дитрих
Полковник Герман Дитрих (англ. Colonel Herman Dietrich) — командующий немецкими войсками и арабами-рабочими (во время поисков ковчега в Танисе). Когда аэродром был уничтожен, приказал поместить ковчег в грузовик, а сам был водителем автомобиля, на котором ехали Арнольд Тот и Рене Беллок. Руководил подводной лодкой во время погони за Индианой. Захватив пароход, на котором плыли Джонс и Мэрион, попытался найти его. Не найдя Джонса, хотел взорвать пароход («Мы заберём всё, что захотим, а потом решим — взорвать ли ваше корыто или оставить!»), но потом отменил своё решение. Погиб во время церемонии вскрытия ковчега вместе с Беллоком и Тотом. По внешности худой, с овальными чертами лица.

### Майор Гоблер
Главный помощник полковника Германа Дитриха, участвовал в поиске Ковчега и погоне за Индианой Джонсом. Во время погони использовал джип совместно с двумя солдатами и попытался нагнать угнанный Индианой немецкий грузовик с Ковчегом. Погиб, когда грузовик Индианы столкнул его в пропасть. 

### Лао Че
Лао Че (англ. Lao Che) — враг Индианы, китайский гангстер из Шанхая. Является владельцем клуба «Оби-Ван». Также у него есть два сына — Као Кань и Чен (убит Индианой Джонсом). Появляется в фильме «Индиана Джонс и храм судьбы».

### Чаттар Лал
Отрицательный персонаж фильма "Индиана Джонс и Храм Судьбы", премьер-министр провинции Панкот и тайный член культа Туги. Во время ритуала попытался убить главного героя и его друзей, однако был раздавлен лебёдкой и погиб. 

### Мола Рам
Мола Рам — противник Индианы, появляется в фильме «Индиана Джонс и храм судьбы». Главный жрец секты Таги и противник Индианы Джонса. Культ его последователей поклонялся жестокой богине Кали, которой они приносили жертвоприношения. Именно он и его подручные похитили священные камни у бедной деревни, из-за чего та пришла в упадок, а также с помощью детей-невольников, которых они также похитили, пытались найти остальные священные камни, обладавшие большой силой. С помощью их силы Мола Рам надеялся перебить англичан в Индии, а также уничтожить религии других стран и всех несогласных и установить по всему земному шару культ кровавой богине Кали. Погиб, когда Индиана Джонс сбросил его с моста, упав прямо в реку с крокодилами.
Роль Мола Рама исполнил индийский актёр Амриш Пури.

### Эльза Шнайдер
Эльза Шнайдер (англ. Elsa Schneider) — персонаж фильма «Индиана Джонс и последний крестовый поход». Согласно сценарию фильма Эльза Шнайдер — австрийский учёный-искусствовед, доктор, работает в Берлине, сотрудничает с нацистами. Первоначально она являлась помощницей доктора Генри Джонса старшего в его экспедиции по поиску Священного Грааля, организованной Уолтером Донованом. Впоследствии, в сцене, когда Донован выбирает Грааль, она своим молчанием предаёт его. Эльза погибает, упав в пропасть, так как вместо того, чтобы дать вторую руку Индиане Джонсу, пытается дотянуться до Грааля.
В фильме соблазнила обоих Джонсов.
Роль Эльзы Шнайдер сыграла ирландская актриса Элисон Дуди (англ. Alison Doody).

### Полковник Эрнст Фогель
Полковник Эрнст Фогель (англ. Colonel Ernst Vogel) — первый помощник Уолтера Донована. Пытался найти Индиану и его отца перед тем, как они улетели на дирижабле, но вместо того, чтобы найти его, был отправлен ударом кулака Индианы с ещё не взлетевшего с земли дирижабля, прямо на гору чемоданов. Руководил танком, погиб, упав вместе с ним с обрыва.

### Уолтер Донован
Американский бизнесмен предложил Индиане искать Святой Грааль. Продался нацистам. Умирает от ложного Грааля.

### Ирина Спалько
Доктор Ирина Спалько (англ. Irina Spalko) — отрицательный персонаж фильма «Индиана Джонс и Королевство хрустального черепа». В Америку попала из востока Украины. Отлично фехтует на рапирах, владеет приёмами рукопашного боя, упорная, мечтает о тайном знании, является доктором наук. Очевидно, начальница русских, которые следили за Индианой Джонсом. Трижды отмечалась орденом Ленина. Герой Социалистического Труда. На одежде сзади вышиты красные серп и молот — эмблема Советского Союза. Сгорает в огне тайного знания, изливающегося из глаз неведомых существ в Амазонии, под городом Акатор, близ реки Соно, в Бразилии.

### Полковник Антон Довченко
Полковник Антон Довченко (англ. Сolonel Antonin Dovchenko) — главный помощник Ирины Спалько, после погони в джунглях и драке с Индианой Джонсом был съеден муравьями.